# Аника Олбрајт
Аника Олбрајт (енгл. Anikka Albrite; 7. август 1988) америчка је порнографска глумица.

## Каријера
Дебитовала је као порно-глумица 2011. године у доби од 23 године. До тада је радила у једној клиници. Године 2013, на топлисти „10 порно звезда које би могле бити следећа Џена Џејмсон“ таблоида LA Weekly, пласирала се на прво место .
Снимила је око 145 порнографских филмова.

## Награде и номинације
Победница
- 2013 AEBN VOD награда - Best Newcomer[3]
- 2013 NightMoves награда - Best New Starlet (Fan's Choice)[4]

Номинације
- 2012 Urban X Award - Best Couple Sex Scene - Booty I Like 8
- 2013 АВН награда - Best New Starlet
- 2013 АВН награда - Best POV Sex Scene - Eye Fucked Them All
- 2013 АВН награда - Best Tease Performance - Jada Stevens Is Buttwoman
- 2013 АВН награда - Best Three-Way Sex Scene (G/G/B) - Jada Stevens Is Buttwoman
- 2013 XBIZ награда - Best New Starlet
- 2013 XRCO награда - New Starlet

## Изабрана филмографија
- 2013 : Cheer Squad Sleepovers 4
- 2013 : Lesbian Adventures: Wet Panties Trib 4
- 2013 : Women Seeking Women 97
- 2012 : Big Butt Lesbian Club 2: Jungle Fever Edition
- 2012 : Booty I Like 8
- 2012 : Eye Fucked Them All
- 2012 : Jada Stevens Is Buttwoman
- 2012 : Lesbian Analingus 1
- 2012 : Slumber Party 22
- 2011 : Gloryhole Confessions 7